# Salih Bademci
Salih Bademci es un actor turco, más conocido por su rol en la serie Öyle Bir Geçer Zaman Ki.

## Biografía
Salih Bademci nació el 15 de agosto de 1984 en Esmirna. Estudió en Bornova Anadolu Lisesi, una de las escuelas secundarias más reconocidas y prestigiosas de Turquía. Posteriormente, se graduó en el Conservatorio Estatal de la Universidad de Estambul.

## Vida privada
En agosto de 2015, Bademci se casó con İmer Özgün, quien también es actriz, luego de salir desde el 2010. El 10 de abril de 2020, tuvieron a su primera hija llamada Iklim.

## Filmografía

### Cine
| Año       | Título                  | Personaje        | Nota(s)          |
| --------- | ----------------------- | ---------------- | ---------------- |
| 2007-2009 | Elveda Rumeli           | Muzaffer         | Actor de reparto |
| 2010-2013 | Öyle Bir Geçer Zaman Ki | Hakan Tatlıoğlu  | Elenco principal |
| 2013      | Fatih                   |                  | Actor de reparto |
| 2014      | Zeytin Tepesi           | Akın Karatay     | Elenco principal |
| 2014-2015 | Ulan İstanbul           | Ceyhun           | Elenco principal |
| 2015-2017 | Kiralık Aşk             | Sinan Karakaya   | Protagonista     |
| 2017-2019 | İstanbullu Gelin        | Fikret Boran     | Protagonista     |
| 2020      | Kırmızı Oda             | Mehmet Kılıçatan | Actor invitado   |
| 2021-2022 | Kulüp                   | Selim Songür     | Protagonista     |

| Año  | Título              | Personaje | Nota(s)          |
| ---- | ------------------- | --------- | ---------------- |
| 2013 | Arkadaşlar Arasında | Barış     | Protagonista     |
| 2015 | Eksik               |           | Actor de reparto |
| 2015 | Köpek               | Hakan     | Actor de reparto |
| 2017 | Cereyan             |           |                  |